# Dimorphostylis quadriplicata
Dimorphostylis quadriplicata är en kräftdjursart som beskrevs av Gamo 1960. Dimorphostylis quadriplicata ingår i släktet Dimorphostylis och familjen Diastylidae. Inga underarter finns listade i Catalogue of Life.